# Jevgenij Jakovljevič Vesnik
Jevgenij Jakovljevič Vesnik (rusko Евгений Яковлевич Весник), ruski gledališki in filmski igralec, * 15. januar 1923, Sankt Peterburg, Sovjetska zveza, * 10. april 2009, Moskva, Rusija.

## Filmografija
- 1982 - Čarovnik (Чародеи) - Član komisije (Predsednik komisije)